# Анашкин, Михаил Борисович
Михаи́л Бори́сович Ана́шкин (19 ноября 1901 года, село Кома, Минусинский уезд, Енисейская губерния — 23 января 1951 года, Москва) — советский военный деятель, гвардии генерал-лейтенант (11 июля 1945 года). Герой Советского Союза (6 апреля 1945 года).

## Начальная биография
Михаил Борисович Анашкин родился 19 ноября 1901 года в селе Кома, ныне посёлке Новосёловского района Красноярского края в крестьянской семье.
В 1911 году окончил начальную школу.

## Военная служба

### Гражданская война
В ноябре 1919 года вступил партизанский отряд Петра Щетинкина, действовавших на территории Енисейской губернии. Участвовал в Красноярской операции, после завершения боевых действий в которой многие партизаны вступили в Красную Армию.
В марте 1920 года вступил в ряды РККА и Михаил Анашкин, был направлен красноармейцем в 239-й Курский стрелковый полк (27-я Омская стрелковая дивизия). В составе 5-й армии Восточного фронта дивизия принимала участие в боях против войск под командованием адмирала А. В. Колчака. В конце июня 1920 года дивизия была передислоцирована на Западный фронт, где была включена в состав 16-й армии и вела наступление против польских частей на реке Березина в районах Смолевичи и Озерище. 11 июля 1920 года дивизия освободила Минск, а затем участвовала в прорыве Барановичской укреплённой позиции, взятии Слонима и форсировании реки Западный Буг. В августе 1920 года дивизия вела бои на подступах к Варшаве, затем на реках Буг, Нарев, под Волковыском и Барановичами. Окончив дивизионную школу в этой дивизии, Анашкин воевал командиром отделения и старшиной роты.
В декабре 1920 года был назначен на должность командира взвода и временно исполняющего должность командира роты 239-го Курского стрелкового полка. С января по март 1921 года принимал участие в боевых действиях против вооружённых банд на территории Витебской, Минской и Гомельской губерний, в марте 1921 года — в подавлении Кронштадтского восстания, весной и летом 1921 года — в Заволжье.

### Межвоенное время
В мае 1922 года Анашкин был назначен старшиной 6-го Царицынского полка (Приволжский военный округ), а затем находился на этой же должности в 96-м Петроградском и 99-м Оренбургском стрелковых полках в составе Западного фронта, преобразованного в 1924 году в Западный военный округ.
В июне 1924 года был назначен на должность командира взвода 99-го Оренбургского стрелкового полка. В сентябре этого года был направлен на учёбу в Смоленскую военную пехотную школу, после расформирования которой в сентябре 1926 года переведён в Рязанскую пехотную школу имени К. Е. Ворошилова, окончил которую в октябре 1927 года. Был назначен на должность командира взвода 66-го стрелкового полка 22-й Уральской стрелковой дивизии (Северо-Кавказский военный округ). В 1926 году вступил в ряды ВКП(б).
В сентябре 1928 года был направлен на учёбу на Московские военно-политические курсы имени В. И. Ленина, по окончании которых в июле 1929 года был назначен на должности командира и политрука роты в 78-м стрелковом полку 26-й стрелковой дивизии Особой Дальневосточной армии, с которой в 1929 году принимал участие в боевых действиях на КВЖД. С июня 1931 года 118-м стрелковом полку 40-й стрелковой дивизии командиром роты, политруком, с декабря 1931 года — помощником начальника штаба учебного батальона.
В 1932 году был направлен на учёбу в Военной академии РККА имени М. В. Фрунзе, по окончании которой с мая 1936 года исполнял должность помощника начальника 1-го отделения штаба 7-го стрелкового корпуса в Киевском военном округе. В мае 1937 года был назначен на должность начальника штаба 23-й стрелковой дивизии (Харьковский военный округ).
1 августа 1938 года Михаил Борисович Анашкин был арестован органами НКВД по обвинению в измене Родине, однако 27 февраля 1939 года был освобождён из заключения и в апреле 1939 года был назначен на должность преподавателя кафедры тактики и службы штабов Военной академии РККА имени М. В. Фрунзе.

### Великая Отечественная война
Сразу после начала Великой Отечественной войны подполковник М. Б. Анашкин в июне 1941 года назначен на должность начальника штаба формирующейся 282-й стрелковой дивизии (Московский военный округ). С июля 282-я стрелковая дивизия в составе 3-й армии на Центральном и Брянском фронтах в районе городов Трубчевск — Погар (Брянская область) вела оборонительные боевые действия против наступления группы армий «Центр».
20 августа 1941 года был назначен на должность командира 160-й стрелковой дивизии (13-я армия, Брянский фронт), которая под его командованием участвовала в Рославльско-Новозыбковской наступательной и в Орловско-Брянской оборонительной операциях. В последней операции вместе с основными силами 13-й армии дивизия попала в окружение и в Брянском котле вела боевые действия против войск 2-й танковой группы противника в районе города Трубчевск, а затем с прорывом кольца окружения организованно вышла в район Севск — Льгов. В ноябре дивизия в составе армии была включена в состав Юго-Западного фронта, в ходе которого вела оборонительные бои на воронежском направлении. С началом контрнаступления под Москвой дивизия принимала участие в ходе Елецкой наступательной операции, а с декабря в составе 13-й армии (Брянский фронт) наступала на орловском направлении, а затем принимала участие в ходе Воронежско-Ворошиловоградской оборонительной операции.
В июле 1942 года полковник Анашкин был назначен на должность командира 159-й стрелковой дивизии (40-я армия, Воронежский фронт), которая в сентябре форсировала реку Воронеж и за два дня боёв овладела пригородом Воронежа «Чижовка», который удерживала более 40 дней. В конце октября дивизию передали в 5-ю танковую армию Юго-Западного фронта и перебросили в район города Калач-на-Дону. Там она принимала участие в Сталинградской битве. В ноябре 1942 — январе 1943 года 159-я стрелковая дивизия под командованием Анашкина прорвала оборону противника в районе Серафимовича, вела боевые действия на внешнем фронте окружения Сталинградской группы войск противника в районе станиц Боковская — Чернышковский, а затем вела успешное наступление в направлении города Морозовск в ходе Среднедонской наступательной операции. 5 января 1943 года дивизия отличилась при освобождении Морозовска.
За боевое мастерство и героизм личного состава в операции «Малый Сатурн» приказом наркома оборона СССР от 15 января 1943 года 159-я стрелковая дивизия получила гвардейское наименование и была преобразована в 61-ю гвардейскую дивизию, а Михаилу Борисовичу Анашкину 15 января 1943 года было присвоено воинское звание «генерал-майор», а также он награждён орденом Красного Знамени. Уже в качестве гвардейской его дивизия участвовала в Ворошиловградской наступательной операции.
28 февраля 1943 года был назначен на должность командира 19-го стрелкового корпуса, преобразованного 16 апреля в 29-й гвардейский. 5 апреля был назначен на должность командира 33-го стрелкового корпуса 1-й гвардейской и 3-й гвардейской армий Юго-Западного фронта, который вёл боевые действия в районе Старобельска.
В июле 1943 года генерал-майор М. Б. Анашкин был назначен на должность командира 64-го стрелкового корпуса 57-й армии. Корпус входил в состав Юго-Западного, Степного (с июля 1943), 2-го Украинского (с октября 1943), 3-го Украинского (с февраля 1944) фронтов. Во главе корпуса генерал Анашкин принимал участие в ходе Белгородско-Харьковской наступательной операции, а также в освобождении городов Чугуев и Красноград, а вскоре принимал участие в ходе Березнеговато-Снигирёвской и Одесской наступательных операций, а также в освобождении города Бобринец.
11 мая 1944 года был назначен на должность командира 129-го стрелкового корпуса 47-й армии 1-го Белорусского фронта, который принимал участие в ходе Белорусской, Люблин-Брестской, Висло-Одерской, Восточно-Померанской и Берлинской наступательных операций.
Особенно он отличился в Висло-Одерской операции в январе 1945 года. Генерал Анашкин умело организовал действия корпуса при прорыве глубоко эшелонированной обороны противника севернее Варшавы, форсировании Вислы и освобождении польских населённых пунктов, в том числе городов Гостынин, Коваль и Миньск-Мазовецки.
Указом Президиума Верховного Совета СССР от 6 апреля 1945 года за умелое руководство боевыми действиями частей и соединений корпуса при прорыве долговременной обороны противника, форсирование реки Вислы, овладении городом Варшавой и проявленные при этом личный героизм, мужество и отвагу гвардии генерал-майору Михаилу Борисовичу Анашкину присвоено звание Героя Советского Союза с вручением ордена Ленина и медали «Золотая Звезда» (№ 5711).
За умелое командование корпусом в Берлинской наступательной операции, в ходе которой был взят города Шпандау и особенно отличился корпус при штурме Берлина Анашкин был награждён орденом Богдана Хмельницкого 1-й степени.

### Послевоенная карьера
После войны Анашкин продолжил командовать 129-м стрелковым корпусом, а в мае 1946 года был назначен на должность старшего преподавателя Высшей военной академии имени К. Е. Ворошилова.
В июле 1946 года генерал-лейтенант Михаил Борисович Анашкин вышел в отставку. Умер 23 января 1951 года в Москве. Похоронен на Новодевичьем кладбище (участок 4).

## Награды
- Медаль «Золотая Звезда» (№ 5711; 06.04.1945);
- Два ордена Ленина (21.02.1945; 06.04.1945);
- Четыре ордена Красного Знамени (14.02.1943; 22.02.1943; 27.03.1943; 03.11.1944);
- Орден Кутузова 1 степени (№ 331; 23.08.1944);
- Орден Богдана Хмельницкого 1 степени (№ 265; 29.05.1945);
- Орден Суворова 2 степени (№ 653; 20.12.1943);
- Медали СССР;
- Орден «Легион почёта» степени командор (США)